# Parque nacional Güeppí-Sekime
El parque nacional Güeppí-Sekime se encuentra en la provincia de Putumayo del departamento de Loreto, Perú.
Se estableció como una zona reservada en marzo de 1997 y cubre 6260 km² (2420 mi²), centrada en el río Güepí. El área fue establecida para preservar el ecosistema y la distribución de la flora y la fauna que es representativo de la selva baja del este del norte del Perú y la promoción del turismo y, finalmente, la conservación y protección de las comunidades nativas.

## Clima
El parque nacional Gueppí-Sekime presenta una precipitación promedio anual de 2800 mm. La temperatura media anual de 24,7 °C, con temperaturas medias mensuales que oscilan entre los 23,7 °C y 25,5 °C.

## Flora y fauna
Hay una gran diversidad de aves y reptiles como el caimán negro (Melansosuchus niger). También es el hogar de varias especies en peligro de extinción como el jaguar (Pantera onca) y la nutria gigante (Pteronura brasuliensis). También conserva al delfín rosa (Inia geoffrensis), una de las ocho especies de delfín de río, y como las demás en peligro debido a su utilización como cebo en la obtención del pez mota (Calophysus macropterus).

## Etnografía
Varios pueblos indígenas viven dentro de esta región, incluyendo los kichwas, secoyas y boras.